# Chlorocypha pyriformosa
Chlorocypha pyriformosa – gatunek ważki z rodziny Chlorocyphidae. Występuje w Afryce Zachodniej i Środkowej – od Gwinei Bissau po Gabon i Demokratyczną Republikę Konga.